# Dieter Willmann (Fußballspieler)
Dieter Willmann (* 17. März 1940; † 10. November 2009) war ein deutscher Fußballspieler. Er spielte auf der Position des Abwehrspielers.
Willmann kam in den 1950er Jahren als Jugendspieler zum VfL Osnabrück. Am 11. Spieltag der Saison 1961/62 gab er gegen den Bremer SV sein Debüt in der Oberliga Nord. Bis 1965 wurde er in über hundert Pflichtspielen für den VfL eingesetzt. Anschließend spielte er für die Sportfreunde Lotte. Nach dem Ende seiner aktiven Sportlaufbahn war er als Trainer im Amateur-Bereich tätig und engagierte sich in der Vereinsführung des VfL Osnabrück.
Willmann führte lange Jahre die Traditionskneipe Olle Use in der Osnabrücker Altstadt.